# 國家童工委員會
國家童工委員會 （英語：National Child Labor Committee）是美國的一個私人非營利組織，也是全國童工改革運動的主要倡導者。它的使命是促進「兒童及青少年與工作和勞動有關的權利、意識、尊嚴、福祉和教育。」
國家童工委員會總部位於紐約曼哈頓的百老匯，由董事會管理，最後一任主席是貝茜·布蘭德。